# Abassouni I
Abassouni I (ou Abasouni I, Abossoni I) est un village du Cameroun situé dans le département du Logone-et-Chari et la région de l'Extrême-Nord, à proximité  de la rive sud du lac Tchad et de la frontière avec le Nigeria. Il fait partie de la commune de Hile-Alifa.

## Population
Lors du recensement de 2005, 1 153 personnes y ont été dénombrées.